# Broughton (Ohio)
Broughton es una villa ubicada en el condado de Paulding en el estado estadounidense de Ohio. En el Censo de 2010 tenía una población de 120 habitantes y una densidad poblacional de 213,51 personas por km².

## Geografía
Broughton se encuentra ubicada en las coordenadas 41°5′17″N 84°32′6″O / 41.08806, -84.53500. Según la Oficina del Censo de los Estados Unidos, Broughton tiene una superficie total de 0.56 km², de la cual 0.56 km² corresponden a tierra firme y (0%) 0 km² es agua.

## Demografía
Según el censo de 2010, había 120 personas residiendo en Broughton. La densidad de población era de 213,51 hab./km². De los 120 habitantes, Broughton estaba compuesto por el 97.5% blancos, el 0% eran afroamericanos, el 1.67% eran amerindios, el 0% eran asiáticos, el 0% eran isleños del Pacífico, el 0.83% eran de otras razas y el 0% pertenecían a dos o más razas. Del total de la población el 0.83% eran hispanos o latinos de cualquier raza.